# Фристайл на зимових Олімпійських іграх 2014
Змагання з фристайлу на зимових Олімпійських іграх 2014 в Сочі проходили з 12 по 20 лютого в Екстрим-парку «Роза Хутір», розташованому біля Красної Поляни. Розіграно 10 комплектів нагород, що на 3 більше, ніж на попередніх Олімпійських іграх. 6 квітня 2011 виконком Міжнародного олімпійського комітету ухвалив рішення про включення в програму зимових Олімпійських ігор хафпайпу (чоловіки і жінки), 4 липня того ж року на засіданні в Дурбані (ПАР) було ухвалене рішення про включення до програми Сочі 2014 ще однієї дисципліни — слоупстайлу (чоловіки та жінки).

## Розклад
Час UTC+4
| Дата      | Час   | Змагання                            |
| --------- | ----- | ----------------------------------- |
| 6 лютого  | 18:00 | Жіночий могул, кваліфікація         |
| 8 лютого  | 22:00 | Жіночий могул                       |
| 10 лютого | 18:00 | Чоловічий могул, кваліфікація       |
| 10 лютого | 22:00 | Чоловічий могул                     |
| 11 лютого | 10:00 | Жіночий слоуп-стайл, кваліфікація   |
| 11 лютого | 13:00 | Жіночий слоуп-стайл                 |
| 13 лютого | 10:15 | Чоловічий слоуп-стайл, кваліфікація |
| 13 лютого | 13:30 | Чоловічий слоуп-стайл               |
| 14 лютого | 17:45 | Жіноча акробатика, кваліфікація     |
| 14 лютого | 21:30 | Жіноча акробатика                   |
| 17 лютого | 17:45 | Чоловіча акробатика, кваліфікація   |
| 17 лютого | 21:30 | Чоловіча акробатика                 |
| 18 лютого | 17:45 | Чоловічий хафпайп, кваліфікація     |
| 18 лютого | 21:30 | Чоловічий хафпайп                   |
| 20 лютого | 11:45 | Чоловічий скі-крос, квалфікаціфя    |
| 20 лютого | 13:30 | Чоловічий скі-крос                  |
| 20 лютого | 18:30 | Жіночий хафпайп, кваліфікація       |
| 20 лютого | 21:30 | Жіночий хафпайп                     |
| 21 лютого | 11:45 | Жіночий скі-крос, кваліфікація      |
| 21 лютого | 13:30 | Жіночий скі-крос                    |

## Чемпіони та призери

### Медальний підсумок
| Місце | Країна          | Золото | Срібло | Бронза | Загалом |
| ----- | --------------- | ------ | ------ | ------ | ------- |
| 1     | Канада (CAN)    | 4      | 4      | 1      | 9       |
| 2     | США (USA)       | 3      | 2      | 2      | 7       |
| 3     | Білорусь (BLR)  | 2      | 0      | 0      | 2       |
| 4     | Франція (FRA)   | 1      | 2      | 2      | 5       |
| 5     | Австралія (AUS) | 0      | 1      | 1      | 2       |
| 5     | Китай (CHN)     | 0      | 1      | 1      | 2       |
| 7     | Японія (JPN)    | 0      | 0      | 1      | 1       |
| 7     | Росія (RUS)     | 0      | 0      | 1      | 1       |
| 7     | Швеція (SWE)    | 0      | 0      | 1      | 1       |
|       | Всього          | 10     | 10     | 10     | 30      |

### Чоловіки
| Дисципліна       | Золото                             | Золото                             | Срібло                           | Срібло                         | Бронза                           | Бронза                          |
| ---------------- | ---------------------------------- | ---------------------------------- | -------------------------------- | ------------------------------ | -------------------------------- | ------------------------------- |
| Лижна акробатика | Антон Кушнір · Білорусь (BLR)      | 134.50                             | Девід Морріс · Австралія (AUS)   | 110.41                         | Цзя Цзун'ян · Китай (CHN)        | 95.06                           |
| Хафпайп          | Девід Вайз · США (USA)             | 92.00                              | Майк Ріддл · Канада (CAN)        | 90.60                          | Кевен Роллан · Франція (FRA)     | 88.60                           |
| Могул            | Александр Білодо · Канада (CAN)    | 26.31                              | Мікаель Кінгсбері · Канада (CAN) | 24.71                          | Олександр Смишляєв · Росія (RUS) | 24.34                           |
| Слоупстайл       | Джосс Крістенсен · США (USA)       | 95.80                              | Гус Кенворті · США (USA)         | 93.60                          | Нік Гоппер · США (USA)           | 92.40                           |
| Скікрос          | Жан-Фредерік Шапюї · Франція (FRA) | Жан-Фредерік Шапюї · Франція (FRA) | Арно Боволанта · Франція (FRA)   | Арно Боволанта · Франція (FRA) | Джонатан Мідоль · Франція (FRA)  | Джонатан Мідоль · Франція (FRA) |

### Жінки
| Дисципліна       | Золото                              | Золото                          | Срібло                            | Срібло                     | Бронза                          | Бронза                       |
| ---------------- | ----------------------------------- | ------------------------------- | --------------------------------- | -------------------------- | ------------------------------- | ---------------------------- |
| Лижна акробатика | Алла Цупер · Білорусь (BLR)         | 98.01                           | Сю Ментао · Китай (CHN)           | 83.50                      | Лідія Лассіла · Австралія (AUS) | 72.12                        |
| Хафпайп          | Медді Боумен · США (USA)            | 89.00                           | Марі Мартіно · Франція (FRA)      | 85.40                      | Онодзука Аяна · Японія (JPN)    | 83.20                        |
| Могул            | Жустін Дюфур-Лапуант · Канада (CAN) | 22.44                           | Клое Дюфур-Лапуант · Канада (CAN) | 21.66                      | Ганна Кірні · США (USA)         | 21.49                        |
| Слоупстайл       | Дейра Гауелл · Канада (CAN)         | 94.20                           | Девін Логан · США (USA)           | 85.40                      | Кім Ламарр · Канада (CAN)       | 85.00                        |
| Скікрос          | Маріелль Томпсон · Канада (CAN)     | Маріелль Томпсон · Канада (CAN) | Келсі Серва · Канада (CAN)        | Келсі Серва · Канада (CAN) | Анна Голмлунд · Швеція (SWE)    | Анна Голмлунд · Швеція (SWE) |